# Znělá palatální ploziva
Znělá palatální ploziva je souhláska, která se vyskytuje v některých jazycích. V mezinárodní fonetické abecedě se označuje symbolem ɟ, číselné označení IPA je 108, ekvivalentním symbolem v SAMPA je J\.

## Charakteristika
- Způsob artikulace: ražená souhláska (ploziva). Vytváří se pomocí uzávěry (okluze), která brání proudění vzduchu a je posléze uvolněna, čímž vzniká zvukový dojem – od toho též označení závěrová souhláska (okluziva).
- Místo artikulace: středopatrová souhláska (palatála). Uzávěra se vytváří mezi jazykem a tvrdým patrem.
- Znělost: znělá souhláska – při artikulaci hlasivky kmitají. Neznělým protějškem je c.
- Ústní souhláska – vzduch prochází při artikulaci ústní dutinou.
- Středová souhláska – vzduch proudí převážně přes střed jazyka spíše než přes jeho boky.
- Pulmonická egresivní hláska – vzduch je při artikulaci vytlačován z plic.

## V češtině
V češtině se tato hláska zaznamenává písmenem Ď, ď.
Jako [ɟ] se v domácích slovech rovněž vyslovuje psané /d/ ve skupinách di, dí a dě [ɟɪ, ɟi:, ɟɛ].

## V jiných jazycích
V maďarštině se zapisuje spřežkou Gy,gy.